# Gustaf de Lattin
Gustaf de Lattin (* 9. Juli 1913 in Antwerpen; † 27. August 1968 in Saarbrücken) war ein deutscher Zoologe und Professor an der Universität des Saarlandes.

## Leben
De Lattin lebte von seinem fünften Lebensjahr bis zum Abitur in Wolfenbüttel, studierte in Braunschweig und Berlin Zoologie, Botanik und Genetik und promovierte 1938 mit einer Arbeit über Isopodenaugen. Danach arbeitete er als Assistent am Erwin-Baur-Institut in Müncheberg, ehe er 1942 die Leitung der Abteilung Genetik im Institut für Rebenzüchtungsforschung übernahm und sich 1950 in Mainz habilitierte. 1960 wurde er Ordinarius für Zoologie an der Universität des Saarlandes.

## Werk
Schwerpunkte seiner Forschungen waren Systematik und Genetik der Lepidopteren, allgemeine Evolutionsforschung, Genetik und Biogeographie. Er baute das zoologische Institut der Universität des Saarlandes auf und trug eine umfangreiche Lepidopterensammlung zusammen, die zumindest in Deutschland einmalig ist. Nach der Umstrukturierung der südwestdeutschen Universitätslandschaft wurde diese Sammlung als Dauerleihgabe in das Zentrum für Biodokumentation überführt.

## Publikationen (Auswahl)
- Beiträge zur Zoogeographie des Mittelmeergebietes (1948)
- Über die zoogeographischen Verhältnisse Vorderasiens (1950)
- Zur Evolution der westpaläarktischen Lepidopterenfauna I und II (1953)
- Die Ausbreitungszentren der holarktischen Landtierwelt (1957)
- Postglaziale Disjunktion und Rassenbildung bei europäischen Lepidopteren (1958)
- Darwin als Klassiker der Tiergeographie
- Grundriss der Zoogeographie (1967)